# Rešitev enačbe
Rešítev enáčbe (z eno neznanko) je v matematiki tista vrednost, pri kateri je enačba kot izjavna forma pravilna. Če namesto neznanke v enačbo vstavimo rešitev, je vrednost leve strani enaka kot vrednost desne strani. Tako vstavljanje vrednosti se imenuje preizkus. Vse rešitve enačbe sestavljajo množico rešitev, ki jo označimo s črko {\displaystyle {\mathcal {R}}}.
Zgled: Enačba 3x + 1 = x + 5 ima za rešitev število 2. Pišemo tudi x = 2 ali {\displaystyle {\mathcal {R}}=\{2\}}.
Če je v enačbi več neznank, rešitev ni eno število, pač pa n-terica števil. Rešitev enačbe z n neznankami je tista n-terica števil, pri kateri je vrednost leve strani enaka kot vrednost desne strani.
Zgled: Enačba (x − 2)2 + (y − 4)2 + (z − 3)2 = 0 ima za rešitev trojico števil (2,4,3), kar pa zaradi večje preglednosi običajno zapišemo: x = 2, y = 4, z = 3.
Rešitev sistema enačb je število (ali n-terica) števil, ki je rešitev vseh enačb iz danega sistema. Množica rešitev sistema je torej presek množic rešitev posameznih enačb.
Močno zastarel izraz za rešitev enačbe je koren enačbe.